# James Van Praagh
James Van Praagh, né le 23 août 1958 à Bayside, État de New York, est un écrivain américain à succès et un animateur d’émissions de télévision sur le thème de la communication avec l’au-delà. Il se présente comme médium professionnel. Il utilise particulièrement la lecture chaude.

## Biographie
James Van Praagh est le cadet de quatre enfants d'Allan Van Praagh, chef charpentier au Royale Theater de Broadway, le poste qu'occupera plus tard son frère Michael. Après des études au Hunter College, il obtient le diplômé en radiodiffusion de l'Université d'État de San Francisco. Il rencontre un soi-disant médium qui l’incite à développer ses propres aptitudes naturelles dans le domaine de la communication avec les esprits.
James Van Praagh commence par vivre de prestations privées pendant lesquelles il transmet des messages qu'il affirme venir de parents ou d’amis décédées. Il organise ensuite la même activité dans des salles de conférence, devant un plus large public.
En 1998, son livre Talking to Heaven: A Medium's Message of Life After Death occupe la première place du classement des best-sellers du New York Times dans la catégorie non-fiction.
Van Praagh est invité à plusieurs reprises à l'émission Larry King Live et à The Oprah Winfrey Show, The View et 48 Hours.
En 2002 et 2003, il anime sa propre émission de télévision : Beyond with Van Praagh, durant laquelle il continue à transmettre des informations personnelles aux membres de l’assistance, informations censées provenir de personnes décédés.
En association avec la chaîne de télévision CBS, il aide à produire des mini-séries comme Living with the dead et The dead will tell. Il devient ensuite un des coproducteurs de la série Ghost Whisperer, diffusée mondialement.

## Critiques
Comme tous les médiums célèbres, James Van Praagh est régulièrement critiqué par des sceptiques qui démontrent que parmi les milliers de messages transmis, certaines affirmations sont carrément fausses/inexactes ou non vérifiables. James Van Praagh rétorque que, selon les circonstances, il perçoit plus ou moins bien les esprits et que cela entraîne des erreurs dans sa compréhension des messages.

### Lecture à chaud
Dans le magazine américain Skeptic, Michael Shermer a déclaré que des producteurs de télévision ont confirmé que Van Praagh utilise des techniques de lecture à chaud.
L'enquêteur sceptique Joe Nickell pense aussi que Van Praagh utilise des techniques telles que la lecture à chaud. Les émissions sont éditées avant d'être diffusées pour montrer uniquement ce qui semble fonctionner et supprimer tout ce qui ne se reflète pas la médiumnité.

### Œuvres écrites seul
- Dialogues avec l’Au-Delà. Message d'un médium sur la vie après la mort, Éditions du Roseau, 1999 (Talking to Heaven: A Medium's Message of Life After Death, 1999), trad. Céline Parent-Pomerleau  (ISBN 2-89466-030-8)Réédité en 2010 et 2014 par J'ai Lu

- S’élever vers l’au-delà, AdA, 1996 (Reaching to Heaven: A Spiritual Journey Through Life & Death, 1999), trad. Margot Lacroix, 214 p.  (ISBN 2-921892-93-6)

- Guérir d'un chagrin, AdA, 1996 (Healing Grief: Reclaiming Life After Any Loss, 2000), trad. Linda Cousineau  (ISBN 2-921892-92-8)Réédité en 2007 par J'ai Lu. Réédité en 2000 par AdA Éditions

- Looking Beyond: A Teen's Guide to the Spiritual World, 2003

- Méditations avec James van Praagh, AdA (Meditation with James Van Praagh, 2004), 219 p.  (ISBN 2-89565-256-2)

- De la Terre au Paradis, AdA, 2006 (Heaven & Earth: Making the Psychic Connection, 2006), 311 p.  (ISBN 2-89565-134-5)

- Ces esprits parmi nous : découvrez la vérité sur l’au-delà, Dauphin Blanc, 2011 (Ghosts Among Us, 2008)  (ISBN 2-89436-305-2)

- Les aventures de l’âme. Voyages dans les dimensions physiques et spirituelles, Éditions Exergue Pierre d'Angle, 2017 (Adventures of the Soul : Journeys Through the Physical and Spiritual Dimensions, Hay House Inc, 2014)

- Ces histoires inachevées, Dauphin Blanc, 2010 (Unfinished business : what the dead can teach us about life, HarperOne, 2009  (ISBN 0-06-177814-1))  (ISBN 2-89436-269-2)

- Grandir au paradis, Dauphin Blanc, 2012 (Growing up in Heaven: The Eternal connection Between Parent and Child, HarperOne  (ISBN 978-0-06-2024633))  (ISBN 2-89436-340-0)

### avec Doreen Virtue

#### Livres
- Comment guérir d'un cœur en deuil, 2015, Éditions Exergue Pierre d'Angle

#### Cartes
- Messages du Paradis, coffret, 2014, Éditions Exergue Pierre d'Angle

### avec C. Backman

#### Cartes
- Le cheminement de l'âme, cartes oracle, 2016, Éditions Exergue Pierre d'Angle